# Rębowo (powiat gostyński)
Rębowo – wieś w Polsce położona w województwie wielkopolskim, w powiecie gostyńskim, w gminie Piaski.

## Historia
Miejscowość pierwotnie związana była z Wielkopolską. Istnieje co najmniej od początku XIV wieku. Wymieniona została w łacińskim dokumencie z 1293 jako „Rambovo”, 1510 „Rabowo”, 1530 „Rambowo”, 1563 „Rambkowo”, 1564 „Rembouo”, 1571 „Rembowo”.
Miejscowość ma jednak wcześniejszą metrykę niż zachowane o niej archiwalne zapisy. Archeolodzy odkryli na polu uprawnym, ok. 600 metrów na wschód od wsi oraz ok. 300 metrów na północny-wschód od skrzyżowania szosy z Siedlec do Bodzewa z drogą polną biegnacą z Rębowa, silnie zniwelowane grodzisko wklęsłe. Miało one wymiary 48 x 50 metrów z wałem o wysokości 1,5-2 metry i szerokości 8-12 metrów ze słabo widocznymi śladami fosy od zachodu. Podczas archeologicznych badań powierzchniowych przeprowadzonych w latach 1928, 1959 i 1977 zebrano fragmenty naczyń datowanych na IX-XI wiek oraz kawałki polepy.
W okresie pierwszych Piastów gród rębowski spełniał funkcję komory celnej i czuwał nad szlakiem handlowym Wrocław -Pyzdry i Kalisz - Pyzdry. Z biegiem lat u podnóża grodu powstała osada służebna zasiedlona przez rębaczy książęcych - stąd nazwa wsi.
Wieś pierwotnie była własnością rycerską, a później kościelną należącą do biskupów poznańskich leżącą w kluczu Krobia.  W 1530 wieś znajdowała się w powiecie kośćciańskim Korony Królestwa Polskiego. W 1510 należała do parafii Domachowo.
W 1293 książę wielkopolski Przemysł II potwierdził, że Ciecirad, syn Męczki lub Mączki (w oryg. zapisie łac. „Manczconis”) niegdyś rycerza książęcego, zastawił Janowi Gerbiczowi biskupowi poznańskiemu swoją opustoszałą dziedzinę Rębowo wraz z przyległym lasem za 300 grzywien srebra, którą to sumę Ciecirad według dokumentu już otrzymał.
Miejscowość odnotowano również w historycznych rejestrach poborowych. W 1510 w Rębowie było 10,5 łana osiadłego, dwa łany sołeckie. W 1530 pobór odbył się od 5 łanów osiadłych. W 1563 pobrano podatki od 12 łanów osiadłych, dwóch łanów sołeckich, karczmy dorocznej oraz 6 komorników. W 1564 wieś Rębowo leżało w kluczu Krobia należącego do biskupów poznańskich. We wsi znajdowało się 14 łanów, a w tym 12 łanów osiadłych oraz dwa łany opuszczone. Mieszkańcy z każdego łanu płacili jeden floren oraz 12 groszy oraz w naturze: dwa kapłony i dwa koguty, 10 jaj. Z łanów opuszczonych zobowiązani byli do robocizny o wartości trzech talarów. Natomiast cieśla, który uprawiał jeden łan zobowiązany był do robocizny o wartości talara, ponieważ pracował we dworze.We wsi nie płacono opłaty zwanej „krowne” ani czynszu w owsie. Opłacano natomiast opłatę sądową zwaną „wiecne”, która łacona była w owsie. W sumie z Rębowa płacono 14 grzywien i 15 groszy, 24 kapłony, 24 koguty, dwie kopy „capecia” jaj oraz wiecne w owsie. Sołtys rębowski miał dwa łany i był zobowiązany do dostarczania wozu i konia na potrzeby regensa wsi. W 1571 odnotowano pobór od 12 łanów, dwóch łanów sołeckich, 4 komorników, karczmy dorocznej. W 1581 pobrano podatki od 12 łanów osiadłych, dwóch łanów sołeckich, dwóch zagrodników, 3 komorników, dwóch łanów opuszczonych, dwóch rzemieślników oraz dwóch ubogich komorników.
W 1765 roku notowano we wsi 4 chłopów-okupników, którzy nabyli ziemie na własność. Do czasu rozbiorów leżała w Rzeczypospolitej Obojga Narodów. Wskutek II rozbioru Polski w 1793, miejscowość przeszła pod władanie Prus i jak cała Wielkopolska znalazła się w zaborze pruskim. W okresie Wielkiego Księstwa Poznańskiego (1815-1848) miejscowość wzmiankowana jako Rembowo należała do wsi większych w ówczesnym pruskim powiecie Kröben (krobskim) w rejencji poznańskiej. Rembowo należało do okręgu ekonomii Krobia tego powiatu i stanowiło część majątku Chumiętki, którego właścicielem był wówczas rząd pruski w Berlinie. Według spisu urzędowego z 1837 roku wieś liczyła 146 mieszkańców, którzy zamieszkiwali 22 dymy (domostwa).
Uwłaszczenie wsi nastąpiło w 1880 roku na skutek rozparcelowania folwarku. Wieś chłopska powiększyła się wtedy znacznie, gdyż notowano w niej 35 domów chłopskich i około 240 mieszkańców.
W latach 1975–1998 miejscowość położona była w województwie leszczyńskim.
Obecnie Rębowo jest wsią sołecką liczącą 270 mieszkańców i 43 gospodarstw chłopskich, dysponuje 352 hektarami ziemi. We wsi znajduje się świetlica wiejska mieszcząca się w budynku zbudowanym prawdopodobnie w 1913 roku jako jednoklasowa szkoła wiejska. W wiosce zachowały się jeszcze biskupiańskie stroje ludowe. Istnieje także zespół ludowy "Biskupianie", który kultywuje stare tradycje, tańce, stroje, śpiewy oraz grę na dudach wielkopolskich.
Zobacz też: Rębowo, Rębowola